# Linzer Eissporthalle
Die Linzer Eissporthalle, auch bekannt als Donauparkhalle oder LINZ AG Eisarena, ist eine Eissporthalle in der oberösterreichischen Landeshauptstadt Linz. Die Halle ist die Heimstätte des Eishockeyvereins EHC Linz (Steinbach Black Wings Linz) und der Steel Wings Linz aus der Alps Hockey League. Seit 2014 fasst sie 4.863 Zuschauer, davon etwa 1.000 auf Sitzplätzen.

## Geschichte
1986 wurde die Halle im Auftrag der Stadt Linz erbaut, die Kosten beliefen sich hierbei auf umgerechnet 6,3 Millionen Euro. Ihre Eisfläche hat eine Größe von 60 × 30 m. Lange Zeit fanden jedoch keine größeren Umbauarbeiten statt.
Im Jahr 2003 wurde die Linzer Eissporthalle aus- und umgebaut, mit Gesamtkosten von rund 1,6 Mio. Euro. Es wurden, rechtzeitig zu Beginn der Eishockey-Meisterschaft zwei Zusatztribünen fertiggestellt, welche balkonartig ausgeführt wurden und insgesamt 136 Sitzplätze bieten. Aufgrund verschiedener Modernisierungs- und Umbaumaßnahmen konnte die Kapazität der Halle in den folgenden Jahren von 3000 auf nahezu 3800 erhöht werden.
Neben den Heimspielen der Black Wings fanden im Stadion auch immer wieder Senioren- und U-20-Länderspiele statt.
Nach dem Meistertitel der Black Wings 2012 wurde beschlossen die Halle auszubauen, zukünftig sollten bis zu 4.700 Zuschauer Platz finden. Letztlich stieg die Kapazität auf 4.863 Zuschauer. Investiert für die Erweiterung im Jahre 2014 wurden 5,4 Millionen Euro. Im Jahr 2019 fand die vorerst letzte Renovierung der Halle statt. Hier wurde vor allem der Kabinentrakt umgebaut. Dies kostete 3,4 Millionen Euro.

## Sport
Nicht nur die Black Wings trainieren und spielen in dieser Eishalle, sondern auch die Steel Wings und ihr Nachwuchs. Auch der Dameneishockeyverein, Ice Cats Linz, und etliche Hobbyvereine sind hier anzutreffen.
Eishockey ist jedoch nicht der einzige Sport, der in der Linzer Eissporthalle betrieben werden kann. Auch Eiskunstlaufen und Eisstockschießen kann hier betrieben werden.
Gleich neben der großen LinzAG Eisarena befinden sich die kleinere Donauparkhalle und die Freieisfläche, die auch für den Publikumslauf verwendet werden. Außerdem gibt es eine extra Eisstockschießfläche. Auch Veranstaltungen dürfen in der Eishalle nicht zu kurz kommen. Vom 30. August bis 2. September fand der Junior Grand Prix statt. In der Donauparkhalle findet regelmäßig die Eisdisco statt.

## Erreichbarkeit
Die Linzer Eissporthalle ist sowohl mit dem Auto, als auch mit öffentlichen Verkehrsmittel erreichbar. Es gibt eine Parkgarage, die direkt bei der Eishalle ist. Auch hinter der Eishalle gibt es Parkplätze, die jedoch oft besetzt sind. Die Eishalle ist auch durch Linz Linien gut erreichbar. Die Busstationen "Parkbad" und "Schlachthof" sind am nächsten.